# Declaração de guerra pelos Estados Unidos

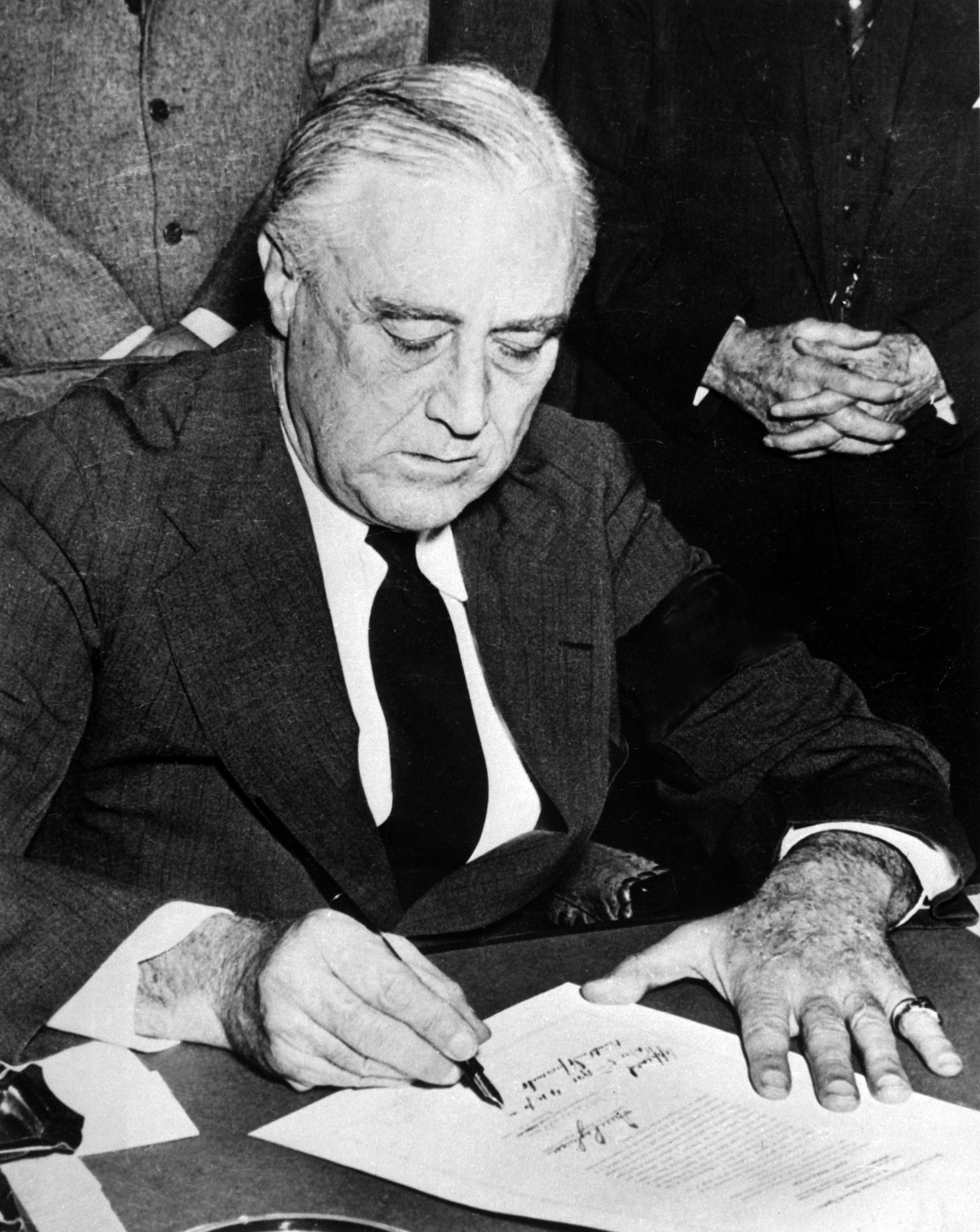
O presidente dos Estados Unidos Franklin D. Roosevelt assina a declaração de guerra contra o Japão em 8 de dezembro de 1941.

A Declaração de guerra pelos Estados Unidos (em inglês:  Declaration of war by the United States) é uma declaração formal emitida pelo governo dos Estados Unidos que indica que existe um estado de guerra entre os Estados Unidos e outra nação. O artigo primeiro, cláusula oitava da Constituição dos Estados Unidos diz que: "O Congresso terá poderes para... declarar guerra". Os Estados Unidos declararam formalmente guerra contra cinco nações estrangeiras, cada um, mediante solicitação prévia por parte do Presidente dos Estados Unidos e posteriormente aprovadas pelo Congresso.